# کرنوف (ناحیه سویتاوی)
کرنوف (به چکی: Křenov) یک منطقهٔ مسکونی در جمهوری چک است که در ناحیه سویتاوی واقع شده‌است. کرنوف ۱۰٫۴۶ کیلومتر مربع مساحت و ۴۰۳ نفر جمعیت دارد و ۴۷۶ متر بالاتر از سطح دریا واقع شده‌است.